# Neustädter Holz
Das Neustädter Holz ist ein 730 ha großes Waldgebiet zwischen dem Celler Ortsteil Neustadt/Heese und Hambühren in Niedersachsen.
Es gehört zum Celler Stadtforst und zu den Niedersächsischen Landesforsten (Staatsforst Wienhausen). Im 19. Jahrhundert war dieses Waldgebiet ein beliebter Ausflugsort. Der östliche Teil, innerhalb des Stadtgebiets von Celle, wurde von einer innerörtlichen Entlastungsstraße (Westtangente) bebaut. In Ost-West-Richtung wird der Wald von der Bundesstraße 214 durchkreuzt. Im Norden bildet die Aller die Grenze, die hier unter anderem zusammen mit einem Teil des angrenzenden Neustädter Holzes das Naturschutzgebiet „Untere Allerniederung bei Boye“ bildet.
Holzeinschlag und Überweidung hatte dem im Allerurstromtal angeschwemmten Sand den schützenden Bewuchs geraubt. Durch Wind bildeten sich Wanderdünen, die landwirtschaftliche Flächen und die Stadt Celle bedrohten. Im 16. und 17. Jahrhundert bemühte man sich durch Anpflanzungen den Flugsand zu stoppen, was jedoch misslang. Auch Flechtzäune und aufgeworfene Wälle halfen nicht. Erst das Anpflanzen von anspruchslosen Föhren brachten im 19. Jahrhundert den gewünschten Erfolg. Um 1900 war das Neustädter Holz ein militärischer Schießplatz, die Sanddünen dienten als Kugelfang.
Zum Ende des Zweiten Weltkriegs, am 8. April 1945, kam es zu einem alliierten Bombenangriff auf Celle, bei dem die Bahnhofsanlagen das Ziel waren. Mehrere wartende Züge, in denen sich auch etwa 4.000 KZ-Häftlinge befanden, wurden schwer getroffen, hunderte Menschen kamen ums Leben. Einem Teil der KZ-Insassen gelang die Flucht ins nahe Neustädter Holz, jedoch erschossen SS-Wachmannschaften und Celler Bürger in den darauf folgenden zwei Tagen einen Großteil der Flüchtlinge. Die genaue Opferzahl konnte nie ermittelt werden. Unter der sarkastischen Bezeichnung „Celler Hasenjagd“ stellt dieses Ereignis das dunkelste Kapitel der Celler Stadtgeschichte dar.